# Copris morphaeus
Copris morphaeus là một loài bọ cánh cứng trong họ Bọ hung (Scarabaeidae).